# Caritino Maldonado Pérez
Caritino Maldonado Pérez (Tlalixtaquilla, Guerrero; 5 de octubre de 1915 - Leonardo Bravo, Guerrero; 17 de abril de 1971). Político mexicano que se desempeñó como gobernador del estado de Guerrero, falleciendo en un accidente aéreo mientras ejercía el cargo.
En su pueblo natal estudió las primeras letras, después se trasladó a Alcozauca donde terminó la primaria, posteriormente ingresó al seminario de Chilapa para iniciar la carrera eclesiástica la cual tuvo que interrumpir por el cierre del seminario debido a la Guerra Cristera. 
Posteriormente se trasladó al Estado de México a estudiar la secundaria, ingreso a la Escuela Normal de Maestros donde estudió la carrera de profesor, la cual ejerció poco tiempo, ya que ingresó a la política, llegando ocupar cargos entre los que destacan los de diputado local, secretario general de la (CNOP), delegado del Comité Ejecutivo Nacional del PRI, en casi todos los estados excepto en Guerrero, Quintana Roo y el Distrito Federal, senador de la República por el Estado de Guerrero, Oficial Mayor de la Secretaría de Salubridad y Asistencia y Secretario de Gobierno de Guerrero.
El 29 de septiembre de 1968, fue postulado candidato del Partido Revolucionario Institucional para ocupar la gubernatura de su estado natal, misma que asume el 1 de abril de 1969 para cubrir el periodo de 1969-1975, sin embargo perdió la vida en un accidente aéreo ocurrido en la barranca de Guapaleta, municipio de Leonardo Bravo, Guerrero el 17 de abril de 1971.